# Armeniska fotbollsligan 2011
Den armeniska fotbollsligan 2011 var den tjugonde upplagan av Armeniens högsta division i fotboll. Säsongen inleddes i mars 2011 och spelades fram tills november samma år. FC Pjunik var regerande mästare då de vann deras trettonde mästerskap år 2010, och sitt 10:e raka guld i ligan. Trenden bröts genom att 2011 års säsong vanns av FK Ulisses.

## Klubbar
| Klubb             | Plats     | Plats 2010                |
| ----------------- | --------- | ------------------------- |
| FK Ararat Jerevan | Jerevan   | Armeniska förstaligan 1:a |
| FK Banants        | Jerevan   | 2:a                       |
| FK Gandzasar      | Kapan     | 6:a                       |
| Impuls Dilidzjan  | Dilidzjan | 5:a                       |
| FK Mika           | Jerevan   | 4:a                       |
| Pjunik            | Jerevan   | 1:a                       |
| FK Sjirak         | Gjumri    | 8:a                       |
| FK Ulisses        | Jerevan   | 3:a                       |

### Inför säsongen
Inför säsongen bestämdes det att FK Sjirak, trots sin åttonde och sista plats i ligan år 2010, får behålla sin plats i den högsta divisionen. Dock valde 7:an, Kilikia, att hoppa av årets upplaga på grund av ekonomiska svårigheter. Kilikia ersattes av mästarna från förstadivisionen, FK Ararat Jerevan.

## Ligatabell
| Nr | Lag              | S  | V  | O  | F  | GM | IM | MS  | P  |
| -- | ---------------- | -- | -- | -- | -- | -- | -- | --- | -- |
| 1  | Ulisses          | 28 | 15 | 8  | 5  | 38 | 22 | +16 | 53 |
| 2  | Gandzasar        | 28 | 12 | 10 | 6  | 31 | 18 | +13 | 46 |
| 3  | Pjunik           | 28 | 12 | 10 | 6  | 33 | 28 | +5  | 46 |
| 4  | Banants          | 28 | 12 | 8  | 8  | 42 | 30 | +12 | 44 |
| 5  | Mika             | 28 | 12 | 8  | 8  | 36 | 25 | +11 | 44 |
| 6  | Impuls Dilidzjan | 28 | 10 | 7  | 11 | 37 | 36 | +1  | 37 |
| 7  | Sjirak           | 28 | 6  | 7  | 15 | 27 | 42 | −15 | 25 |
| 8  | Ararat           | 28 | 2  | 4  | 22 | 14 | 57 | −43 | 10 |

## Skytteliga
| Rank | Namn                   | Klubb           | Mål |
| ---- | ---------------------- | --------------- | --- |
| 1    | Bruno Correa           | Banants         | 16  |
| 2    | Narek Beglarjan        | Mika            | 11  |
| 3    | Andranik Barikjan      | Sjirak          | 10  |
| 4    | Zaven Badojan          | Impuls          | 8   |
| 4    | Giorgi Krasovski       | Ulisses         | 8   |
| 4    | Edgar Manutjarjan      | Pjunik          | 8   |
| 7    | Artiom Adamjan         | Ulisses         | 7   |
| 7    | Norajr Gjozaljan       | Banants, Impuls | 7   |
| 9    | Beto                   | Banants         | 6   |
| 9    | Hovhannes Hovhannisian | Pjunik          | 6   |
| 9    | Marcos Pizzelli        | Pjunik          | 6   |